# Mehrdad Bazrpash
Mehrdad Bazrpash (Teheran, 1980) è un politico iraniano, ministro delle strade e dello sviluppo urbano nel governo Raisi.